# Arctiarpia mossi
Arctiarpia mossi là một loài bướm đêm thuộc phân họ Arctiinae, họ Erebidae.